# Davîdivka, Troițke
Davîdivka (în ucraineană Давидівка) este un sat în comuna Pokrovske din raionul Troițke, regiunea Luhansk, Ucraina.

## Demografie
Componența lingvistică a localității Davîdivka
     Ucraineană (50%)
     Rusă (50%)
Conform recensământului din 2001, majoritatea populației localității Davîdivka era vorbitoare de ucraineană (50%), existând în minoritate și vorbitori de rusă (50%).